# Baeksang Arts Awards de 2022
A 58a cerimônia anual do Baeksang Arts Awards (hangul: 제58회 백상예술대상), foi organizada pela Ilgan Sports e a JTBC Plus, realizada no dia 6 de maio de 2022 no KINTEX, Ilsanseo-gu, Gyeonggi, com início às 19h45 (KST). O evento foi apresentado pelos artistas Shin Dong-yup, Bae Suzy e Park Bo-gum e foi transmitido ao vivo na Coreia do Sul pela JTBC e internacionalmente pelo TikTok. Pela primeira vez em dois anos, foi realizado com uma plateia presente. Essa cerimônia de premiação anual é uma das mais prestigiadas da Coreia do Sul, reconhecendo a excelência artística nas áreas do cinema, televisão e teatro.
Os indicados foram anunciados em 11 de abril de 2022, por meio do site oficial. Todas as obras lançadas entre 12 de abril de 2021 até 31 de março de 2022 foram elegíveis para indicações. Os candidatos finais ao Grande Prêmio – Filme foram o filme Escape from Mogadishu e seu diretor Ryoo Seung-wan.
A maior honra da noite, o Grande Prêmio (Daesang), foi concedido ao diretor Ryoo Seung-wan de Escape from Mogadishu na categoria filme, e ao drama Squid Game na categoria televisão. Escape from Mogadishu e Kingmaker foram os filmes mais premiados, ambos com três prêmios cada, enquanto D.P. e Squid Game também tiveram o maior número de vitórias em três categorias diferentes na seção televisão. Lee Jun-ho e Kim Tae-ri se tornaram os mais premiados da noite; Lee ganhou os prêmios de Melhor Ator - Televisão e Ator Mais Popular por The Red Sleeve, enquanto Kim ganhou nas classificações de Melhor Atriz - Televisão e Atriz Mais Popular pela série Twenty-Five Twenty-One.

## Vencedores e indicados
- Os vencedores serão listados primeiro e destacados em negrito. [9]
  - Nomeados [10] [11]

### Cinema
| Grande Prêmio | Melhor Filme |
| - Ryoo Seung-wan (diretor) – Escape from Mogadishu - Escape from Mogadishu | - Escape from Mogadishu - Kingmaker - Miracle: Letters to the President - Sewing Sisters - Nothing Serious |
| Melhor Diretor | Melhor Diretor Revelação |
| - Byun Sung-hyun – Kingmaker - Ryoo Seung-wan – Escape from Mogadishu - Park Dong-hoon – In Our Prime - Lee Jang-hoon – Miracle: Letters to the President - Jeong Ga-young – Nothing Serious                                                            | - Jo Eun-ji – Perhaps Love - Kim Chang-ju – Hard Hit - Namkoong Seon – Ten Months - Pil Kam-sung – Hostage: Missing Celebrity - Hong Sung-eun – Aloners |
| Melhor Ator | Melhor Atriz |
| - Sol Kyung-gu – Kingmaker como Kim Woon-beom - Kim Yoon-seok – Escape from Mogadishu como Han Sin-seong - Lee Sun-kyun – Kingmaker como Seo Chang-dae - Jung Woo – Hot Blooded como Park Hee-so - Choi Min-sik – In Our Prime como Lee Hak-sung        | - Lee Hye-young – In Front of Your Face como Sang-ok - Go Doo-shim – Everglow como Jin-ok - Park So-dam – Special Delivery como Eun-ha - Im Yoon-ah – Miracle: Letters to the President como Song Ra-hee - Jeon Jong-seo – Nothing Serious as Ja-young          |
| Melhor Ator Coadjuvante | Melhor Atriz Coadjuvante |
| - Jo Woo-jin – Kingmaker como Diretor Lee - Koo Kyo-hwan – Escape from Mogadishu como Tae Joon-ki - Park Yong-woo – Spiritwalker como Diretor Park - Sung Yoo-bin – Perhaps Love as Kim Sung-kyung - Heo Joon-ho – Escape from Mogadishu as Rim Yong-su | - Lee Soo-kyung – Miracle: Letters to the President como Jung Bo-kyung - Kim So-jin – Escape from Mogadishu como Kim Myung-hee - Kim Jae-hwa – Escape from Mogadishu como Jo Soo-jin - Shim Dal-gi – Snowball como Ah-ram - Oh Na-ra – Perhaps Love como Mi-ae  |
| Melhor Ator Revelação | Melhor Atriz Revelação |
| - Lee Hong-nae – Hot Blooded como Ah-mi - Kim Dong-hwi – In Our Prime como Han Ji-woo - Kim Jae-beom – Hostage: Missing Celebrity como Choi Ki-wan - Mu Jin-sung – Perhaps Love como Yoo-jin - Jung Jae-kwang – Not Out como Shin Gwang-ho              | - Lee Yoo-mi – Young Adult Matters como Yoon Se-jin - Gong Seung-yeon – Aloners como Ji-na - Bang Min-ah – Snowball como Kang-i - Seohyun – Love and Leashes como Jung Ji-woo - Choi Sung-eun – Ten Months como Choi Mi-rae                                     |
| Melhor Roteiro | Prêmio Técnico |
| - Jeong Ga-young, Wang Hye-ji – Nothing Serious - Namkoong Sun – Ten Months - Ryoo Seung-wan, Lee Gi-cheol – Escape from Mogadishu - Byun Sung-Hyun, Kim Min-soo – Kingmaker - Lee Yong-jae – In Our Prime                                              | - Choi Young-hwan (Filmagem) – Escape from Mogadishu - Kang Jong-ik, Seo Byung-cheol (VFX) – The Pirates: The Last Royal Treasure - Cho Hyung-rae (Filmagem) – Kingmaker - Choi Seong-gyeom (Direção de dublê) – Special Cargo - Han Ah-reum (Arte) – Kingmaker |

#### Filmes com múltiplos prêmios
| Prêmios | Filmes                |
| ------- | --------------------- |
| 3       | Escape from Mogadishu |
| 3       | Kingmaker             |

#### Filmes com múltiplas indicações
| Indicações | Filmes                            |
| ---------- | --------------------------------- |
| 7          | Escape from Mogadishu             |
| 6          | Kingmaker                         |
| 4          | Miracle: Letters to the President |
| 4          | Nothing Serious                   |
| 4          | Perhaps Love                      |
| 4          | In Our Prime                      |
| 3          | Ten Months                        |
| 2          | Special Cargo                     |
| 2          | Hostage: Missing Celebrity        |
| 2          | Hot Blooded                       |
| 2          | Aloners                           |

### Televisão
| Grande Prêmio | |
| - Squid Game (Netflix) | |
| Melhor Drama | Melhor Diretor |
| - D.P. (Netflix) - Twenty-Five, Twenty-One (tvN) - Squid Game (Netflix) - The Red Sleeve (MBC) - Political Fever (Wavve) | - Hwang Dong-hyuk – Squid Game - Yoon Sung-ho – Political Fever - Lee Na-jung – Mine - Jung Ji-in – The Red Sleeve - Han Jun-hee – D.P. |
| Melhor Programa de Entretenimento | Melhor Programa Educacional |
| - Street Woman Fighter (Mnet) - Shooting Stars (SBS) - Single's Inferno (Netflix) - You Quiz on the Block (tvN) - Transit Love (TVING) | - Docu Insight: National Representative (KBS) - Great Minds (EBS) - Story of the Day When You Bite Your Tail season 3 (SBS) - My Golden Kids (Channel A) - Kiss the Universe (KBS) |
| Melhor Ator | Melhor Atriz |
| - Lee Jun-ho – The Red Sleeve como Yi San, Rei Jeongjo de Joseon - Kim Nam-gil – Through the Darkness como Song Ha-young - Lee Jung-jae – Squid Game como Seong Gi-hun - Im Si-wan – Tracer como Hwang Dong-joo - Jung Hae-in – D.P. como Ahn Jun-ho | - Kim Tae-ri – Twenty-Five, Twenty-One como Na Hee-do - Kim Hye-soo – Juvenile Justice como Shim Eun-seok - Park Eun-bin – The King's Affection como Príncipe Herdeiro Lee Hwi / Dam-yi / Yeon-seon - Lee Se-young – The Red Sleeve como Seong Deok-im, Nobre Real Consorte Uibin Seong - Han So-hee – My Name como Yoon Ji-woo / Oh Hye-jin |
| Melhor Ator Coadjuvante | Melhor Atriz Coadjuvante |
| - Cho Hyun-chul – D.P. como Cho Seok-bong - Lee Deok-hwa – The Red Sleeve como Rei Yeongjo de Joseon - Lee Hak-joo – Political Fever como Kim Soo-jin - Lee Hyun-wook – Mine como Han Ji-yong - Heo Sung-tae – Squid Game como Jang Deok-su          | - Kim Shin-rok – Hellbound como Park Jeong-ja - Kang Mal-geum – Thirty-Nine como Cha Mi-hyun - Kim Joo-ryoung – Squid Game como Han Mi-nyeo - Ok Ja-yeon – Mine como Kang Ja-kyung - Jang Hye-jin – The Red Sleeve como Dama da Corte Seo |
| Melhor Ator Revelação | Melhor Atriz Revelação |
| - Koo Kyo-hwan – D.P. como Han Ho-yul - Shin Seung-ho – D.P. como Hwang Jang-soo - Yoo In-soo – All of Us Are Dead como Yoon Gwi-nam - Choi Hyun-wook – Twenty-Five, Twenty-One como Moon Ji-woong - Tang Jun-sang – Racket Boys como Yoon Hae-kang  | - Kim Hye-jun – Inspector Koo como K / Song Yi-kyung - Lee Yeon – Juvenile Justice como Baek Seong-woo - Lee Yoo-mi – All of Us Are Dead como Lee Na-yeon - Jung Ho-yeon – Squid Game como Kang Sae-byeok - Cho Yi-hyun – All of Us Are Dead como Choi Nam-ra                                                                                |
| Melhor Artista de Variedades - Masculino | Melhor Artista de Variedades - Feminino |
| - Lee Yong-jin - Kim Gu-ra - Moon Se-yoon - Jo Se-ho - Key | - Joo Hyun-young - Song Eun-i - Lee Mi-joo - Lee Eun-ji - Hong Jin-kyung |
| Melhor Roteiro | Prêmio Técnico |
| - Kim Min-seok – Juvenile Justice - Kim Hong-ki, Park Nu-ri, Choi Sung-jin, Yoon Sung-ho – Political Fever - Baek Mi-kyung – Mine - Lee Na-eun – Our Beloved Summer - Hwang Dong-hyuk – Squid Game                                                   | - Jung Jae-il (Música) – Squid Game - Kwon Tae-eun (Música) – King of Mask Singer, Sing Again Temporada 2, Poongryu, Superband Temporada 2 - Kim Hwa-young (Filmagem) – The Red Sleeve - Eom Young-shik, Kim Da-hee (Animação) – Yumi's Cells - Chae Kyung-sun (Efeitos visuais) – Squid Game                                                |

#### Programas com múltiplos prêmios
| Prêmios | Programas de Televisão |
| ------- | ---------------------- |
| 3       | D.P.                   |
| 3       | Squid Game             |

#### Programas com múltiplas indicações
| Indicações | Programas de Televisão |
| ---------- | ---------------------- |
| 8          | Squid Game             |
| 7          | The Red Sleeve         |
| 5          | D.P.                   |
| 4          | Juvenile Justice       |
| 4          | Mine                   |
| 4          | Political Fever        |
| 3          | All of Us Are Dead     |
| 3          | Twenty-Five Twenty-One |

### Teatro
| Peça Baeksang | Melhor Peça de Curta Duração |
| - Jakdang Mock – Turkish March - Extreme Hatangse – Companhia de Teatro - Roadkill in Theater – Companhia Nacional de Teatro - Fall II – Grupo de Projetos Bar-Dabab - Hongpyeong Gukjeon – Teatro 907 | - Kim Mi-ran (diretor) – This May Be a Failed Story - Over the Crowd: Solving the Story – Pansoria Jit Nollae Box - Lee Oh-jin (diretor e roteirista) – Call Time - Lee Hong-do (produtor) – Lee Hong-do's Autobiography (My Playwright Life) - Han Hyeon-joo (produtor) – House: House Sonata |
| Melhor Ator | Melhor Atriz |
| - Park Wan-gyu – Red Leaves - Kwon Jeong-hoon – The Sun - Kim Dong-hyun – A Man Typing a Typewriter - Yoon Sang-hwa – The Good Monster - Jung Kyung-ho – Angels in America                             | - Hwang Sun-mi – Hongpyeong Gukjeon - Kang Ji-eun - Leader - Park Eun-kyung – The Time of Leaven - Park Ji-young – This May Be a Failed Story - Shin Yoon-ji – Hee-in Crazy for Youth Club |

### Prêmios especiais
A votação para o Prêmio de Popularidade do TikTok foi realizada a partir das 11h do dia 22 de abril até as 18:00 (KST) de 29 de abril, via TikTok .  
| Categoria                                 | Beneficiário |
| ----------------------------------------- | ------------ |
| Prêmio TikTok de Popularidade (Masculino) | Lee Jun-ho   |
| Prêmio TikTok de Popularidade (Feminino)  | Kim Tae-ri   |

## Apresentadores e performances
As seguintes pessoas e equipes, listados em ordem de aparição, apresentaram e receberam prêmios ou realizaram números musicais.

### Apresentadores
| Apresentador(es)                                                    | Prêmio(s)                                                                                        | Ref.   |
| ------------------------------------------------------------------- | ------------------------------------------------------------------------------------------------ | ------ |
| Lee Do-hyun e Park Ju-hyun                                          | Melhor Ator Revelação - Televisão e Melhor Atriz Revelação - Televisão                           | [ 14 ] |
| Hong Kyung e Choi Jung-woon                                         | Melhor Ator Revelação – Filme, Melhor Atriz Revelação – Filme e Melhor Diretor Revelação – Filme | [ 14 ] |
| Park So-dam                                                         | Melhor Peça de Curta Duração                                                                     | [ 14 ] |
| Choi Min-ho e Chae Soo-bin                                          | Prêmios de Popularidade do TikTok para Ator Mais Popular e Atriz Mais Popular                    | [ 14 ] |
| Go Soo                                                              | Prêmio Técnico – Televisão e Prêmio Técnico – Filme                                              | [ 14 ] |
| Kang Ha-neul e Lee Yoo-young                                        | Melhor Roteiro – Televisão e Melhor Roteiro – Filme                                              | [ 14 ] |
| Park Jung-min e Kim Sun-young                                       | Melhor Ator Coadjuvante – Filme e Melhor Atriz Coadjuvante – Filme                               | [ 14 ] |
| Oh Jeong-se e Yeom Hye-ran                                          | Melhor Ator Coadjuvante – Televisão e Melhor Atriz Coadjuvante – Televisão                       | [ 14 ] |
| Cha Eun-woo e Lee Da-hee                                            | Melhor Programa de Entretenimento e Melhor Programa Educacional                                  | [ 14 ] |
| Kim Woo-bin e Lee Kwang-soo                                         | Melhor Diretor – Televisão e Melhor Diretor – Filme                                              | [ 14 ] |
| Lee Seung-gi e Jang Do-yeon                                         | Melhor Artista de Variedades Masculino e Melhor Artista de Variedades Feminino                   | [ 14 ] |
| Choi Soon-jin e Lee Bong-ryun                                       | Melhor Ator – Teatro e Melhor Atriz – Teatro                                                     | [ 14 ] |
| Yoo Ah-in e Jeon Jong-seo                                           | Melhor Ator – Filme e Melhor Atriz – Filme                                                       | [ 14 ] |
| Shin Ha-kyun e Kim So-yeon                                          | Melhor Ator - Televisão e Melhor Atriz - Televisão                                               | [ 14 ] |
| Moon So-ri                                                          | Prêmio Baeksang Play                                                                             | [ 14 ] |
| Yum Jung-ah                                                         | Melhor Drama e Melhor Filme                                                                      | [ 14 ] |
| Lee Joon-ik                                                         | Grande Prêmio – Filme                                                                            | [ 14 ] |
| Hong Jeong-do (vice-presidente da JoongAng Ilbo JTBC) e Yoo Jae-suk | Grande Prêmio – Televisão                                                                        | [ 14 ] |

### Performances
| Nome(s)            | Papel      | Performance  | Ref.   |
| ------------------ | ---------- | ------------ | ------ |
| Equipe Hot Singers | Performers | "This Is Me" | [ 15 ] |